# Duelo Burr-Hamilton
El duelo Burr-Hamilton tuvo lugar en Weehawken, Nueva Jersey, el 11 de julio de 1804 por la mañana. Aaron Burr, vicepresidente de los Estados Unidos, hirió de muerte a Alexander Hamilton, antiguo secretario del Tesoro, en lo que fue la culminación de una larga y amarga rivalidad entre ambos. El disparo efectuado por Hamilton impactó contra la rama de un árbol que se encontraba directamente sobre la cabeza de su oponente. Tras el duelo, Hamilton fue llevado a la casa de su amigo William Bayard Jr., donde falleció al día siguiente.

## Contexto

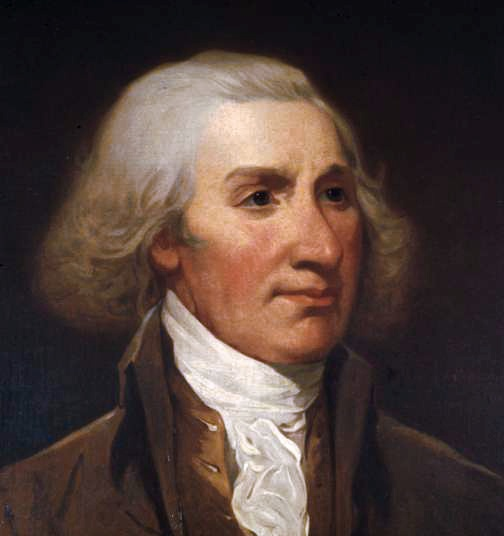
Philip Schuyler, suegro de Hamilton.

El duelo Burr–Hamilton, uno de los conflictos personales más conocidos de la historia estadounidense, fue la culminación de una rivalidad personal entre ambos hombres que había comenzado varios años antes. El evento desencadenante inmediato fue una serie de declaraciones sobre Burr que Hamilton realizó en 1804, cuando el primero era candidato a gobernador del Estado de Nueva York.
El enfrentamiento tuvo lugar en una época en que este tipo de prácticas estaba comenzando a prohibirse en el norte del país, y tuvo inmensas consecuencias políticas. Burr sobrevivió y, aunque fue acusado de homicidio tanto en el estado de Nueva York como en Nueva Jersey, los cargos fueron desestimados o finalizaron con la absolución del acusado; sin embargo, el asesinato de Hamilton marcó el fin de su carrera política. El Partido Federalista, ya debilitado por la derrota de John Adams durante las elecciones presidenciales de 1800, perdió aún más poder con la muerte de Hamilton. 
El duelo fue también parte del conflicto entre los demócrata-republicanos y los federalistas. Dicho conflicto había comenzado en 1791, cuando Burr obtuvo una banca en el Senado de los Estados Unidos tras derrotar a Philip Schuyler, el suegro de Hamilton, quien habría apoyado las políticas federalistas, ya que Hamilton era secretario del Tesoro en ese momento. En 1800, durante las elecciones presidenciales, el Colegio Electoral llegó a un punto muerto, y las maniobras de Hamilton en la Cámara de Representantes causaron que Thomas Jefferson fuera electo presidente y Burr vicepresidente.
Hamilton sentía un gran desprecio hacia Burr, como quedó demostrado en las cartas personales que le escribió a su amigo y compatriota James McHenry. La siguiente cita, obtenida de una de estas cartas, escrita el 4 de enero de 1801, demuestra dicho desprecio:

Nada me ha causado tanto disgusto como saber que el Partido Federalista estaba considerando seriamente apoyar al Sr. Burr como presidente. Si se lleva a cabo el plan, lo consideraré como una sentencia de muerte para nuestro país. El Sr. Burr probablemente aceptará condiciones, pero se reirá mientas lo haga y las romperá en la primera oportunidad que tenga.

Hamilton describió en detalle una serie de numerosas acusaciones contra Burr en una carta más extensa escrita poco después, donde lo llamó "despilfarrador y hedonista en extremo" y lo acusó de apoyar los intereses de la Holland Land Company de forma ilegal cuando era miembro de la Legislatura. Además, criticó su comisión militar y lo acusó de renunciar a ella por medios fraudulentos.

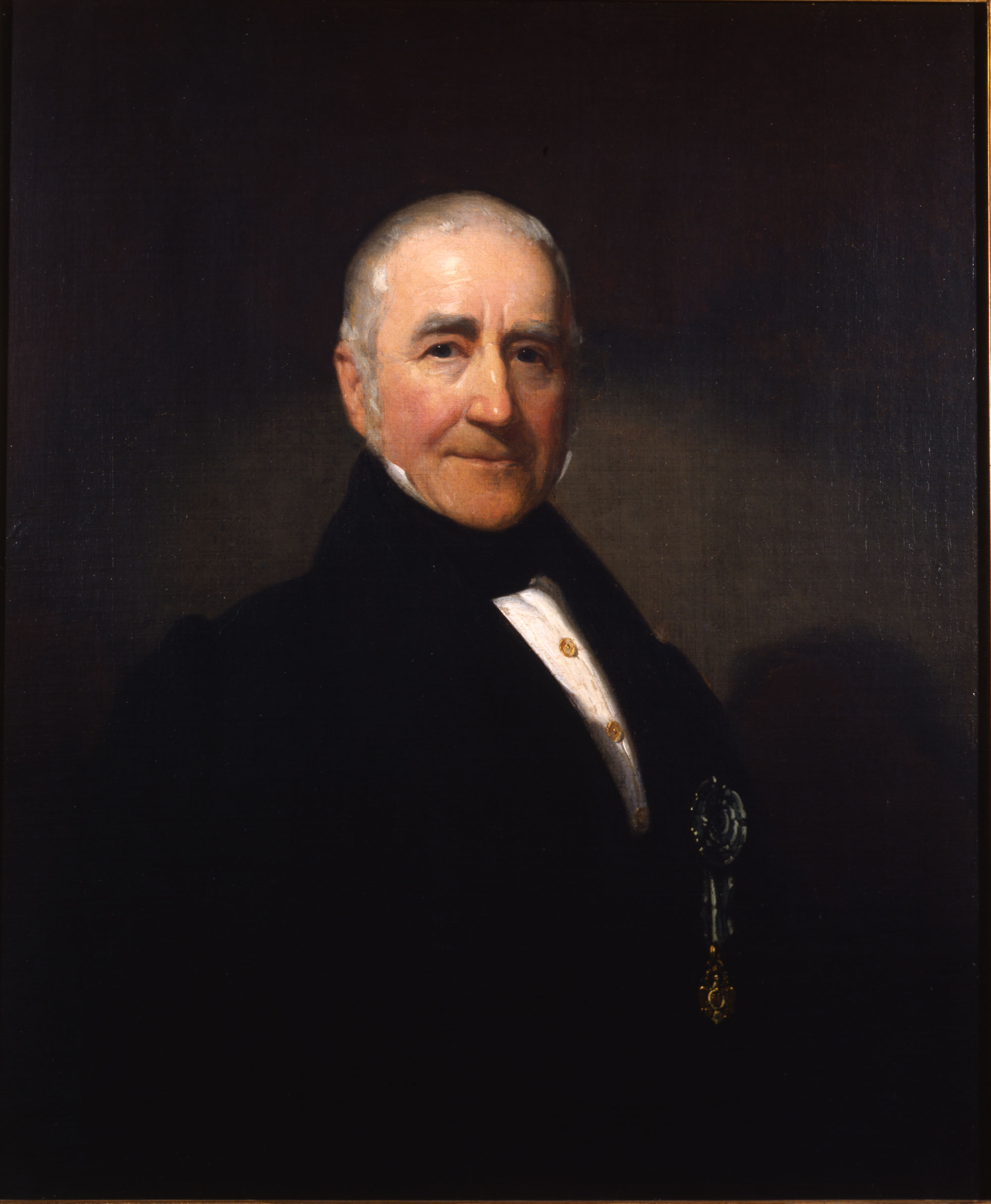
Morgan Lewis, apoyado por Hamilton, venció a Burr en las elecciones a gobernador del estado de Nueva York en 1804.

En 1804, cuando Jefferson dio a entender que no incluiría a Burr en su candidatura para las elecciones presidenciales, el vicepresidente decidió postularse como gobernador del estado de Nueva York. Hamilton realizó una enérgica campaña contra Burr, quien se presentaba como candidato independiente, y logró que perdiera contra Morgan Lewis, un demócrata-republicano.
Los dos hombres ya habían participado en duelos en el pasado. Hamilton había sido padrino, o segundo, en varios duelos, aunque nunca había protagonizado uno, y había participado en más de una docena de enfrentamientos por honor antes de su duelo fatal con Burr. Entre otros, había tenido disputas con William Gordon (1779), Aedanus Burke (1790), John Francis Mercer (1792–1793), James Nicholson (1795), James Monroe (1797), y Ebenezer Purdy y George Clinton (1804). En 1779, había sido segundo de John Laurens en un duelo contra el general Charles Lee, y en 1787 había sido padrino de su cliente John Auldjo en un duelo contra William Pierce. Hamilton también aseguraba que tenía una disputa de honor previa con Burr, mientras que Burr insistía con que tenían dos.

### Elecciones de 1800
Burr y Hamilton se enfrentaron de manera pública por primera vez durante las elecciones presidenciales de 1800. Burr fue candidato a vicepresidente por el Partido Demócrata-Republicano, junto con Thomas Jefferson, contra el presidente en funciones John Adams (el candidato del Partido Federalista) y su compañero de fórmula Charles C. Pinckney. Las reglas del Colegio Electoral en aquella época le daban a cada elector dos votos para presidente. El candidato que quedaba en segundo lugar accedía al cargo de vicepresidente. 
El Partido Demócrata-Republicano tenía planeado que 72 de sus 73 electores votasen tanto por Jefferson como por Burr, y que el elector número 73 votase solo por el primero. Sin embargo, no lograron llevar a cabo su plan, y ambos candidatos quedaron empatados con 73 votos cada uno. La Constitución establecía que si dos candidatos con mayoría en el Colegio Electoral empataban, la elección pasaría a la Cámara de Representantes, que estaba dominada por los Federalistas, reacios a votar por Jefferson. Hamilton consideraba que Burr era mucho más peligroso que Jefferson y usó su influencia para asegurar la victoria de Jefferson. En la votación número 36, la Cámara de Representantes le otorgó la presidencia a Jefferson, y Burr quedó como vicepresidente.

### Carta de Charles Cooper
El 24 de abril de 1804, el periódico Albany Register publicó una carta escrita por el político y médico Charles D. Cooper, dirigida al exsenador Philip Schuyler, en la que el primero se oponía a la candidatura de Burr. En la publicación, se mencionaba que Cooper había dicho en una ocasión anterior que "Hamilton y el juez Kent han declarado que consideran que el Sr. Burr, en esencia, es un hombre peligroso, y no debería confiársele el gobierno", y que podría describir en detalle "la opinión aún más vil que Hamilton tiene sobre el Sr. Burr".
Como respuesta, Burr le escribió una carta a William P. Van Ness en la que destacó la frase "más vil" y exigió "una inmediata e incondicional aceptación o negación del uso de cualquier expresión que haya dado origen a las palabras del Dr. Cooper". En su ampulosa respuesta, fechada el 20 de junio de 1804, Hamilton indicó que no podía hacerse responsable de la interpretación de sus palabras por parte de Cooper -aunque no criticó dicha interpretación-, y, como conclusión, declaró que "aceptaría las consecuencias" en caso de que Burr no estuviese satisfecho. Burr respondió al día siguiente y señaló que "las diferencias políticas no pueden absolver a los caballeros de la necesidad de adherir con firmeza a las leyes de honor y a las reglas de decoro". Hamilton, como respuesta, escribió que "no tenía más respuesta que la que ya había dado". Esta carta fue enviada a Nathaniel Pendleton el 22 de junio, pero no llegó a las manos de Burr hasta el 25. La demora se debió a la negociación entre Pendleton y Van Ness, en la que Pendleton presentó el siguiente escrito:

Hamilton dice que no puede entender a qué podrá referirse el Dr. Cooper, a menos que fuese a una conversación que tuvo lugar en la casa del Sr. Taylor, en Albany, el pasado invierno (en la que él y Hamilton estuvieron presentes). Hamilton no recuerda bien los detalles de la conversación, por lo que no puede repetirla sin correr el riesgo de modificar u omitir información que podría ser importante. Ha olvidado por completo las expresiones, y solo recuerda a medias las ideas concretas; lo único que recuerda Hamilton son comentarios sobre el punto de vista político y los principios del coronel Burr, y los resultados que podrían esperarse si es elegido como gobernador, sin referencia alguna a sus conductas pasadas o de carácter privado.

Finalmente, Burr retó a Hamilton a un duelo de manera formal y este aceptó. Muchos historiadores consideran que las causas del duelo son endebles, que Hamilton actuó de manera "suicida" o que Burr actuó de forma "maliciosa y asesina". Thomas Fleming ha expresado la teoría de que es probable que Burr haya retado a Hamilton, a quien consideraba el único caballero entre sus detractores, solo para recuperar su honor, dañado tras los ataques difamatorios realizados contra su persona durante la campaña a la gobernación de 1804.
Hamilton tenía varias razones para no aceptar un duelo: su rol como padre y esposo, el riesgo en el que pondría a sus acreedores y el daño que podría causar al bienestar de su familia. Sin embargo, consideraba que sería imposible evitar un duelo porque no podía retractarse de sus ataques contra Burr y por el comportamiento de este último en los últimos días; pese a esto, intentó reconciliar sus razones morales y religiosas con los códigos de honor y de política. Joanne Freeman ha sugerido que Hamilton pretendía aceptar el duelo y desviar su disparo para satisfacer estos códigos morales y políticos.

## El duelo

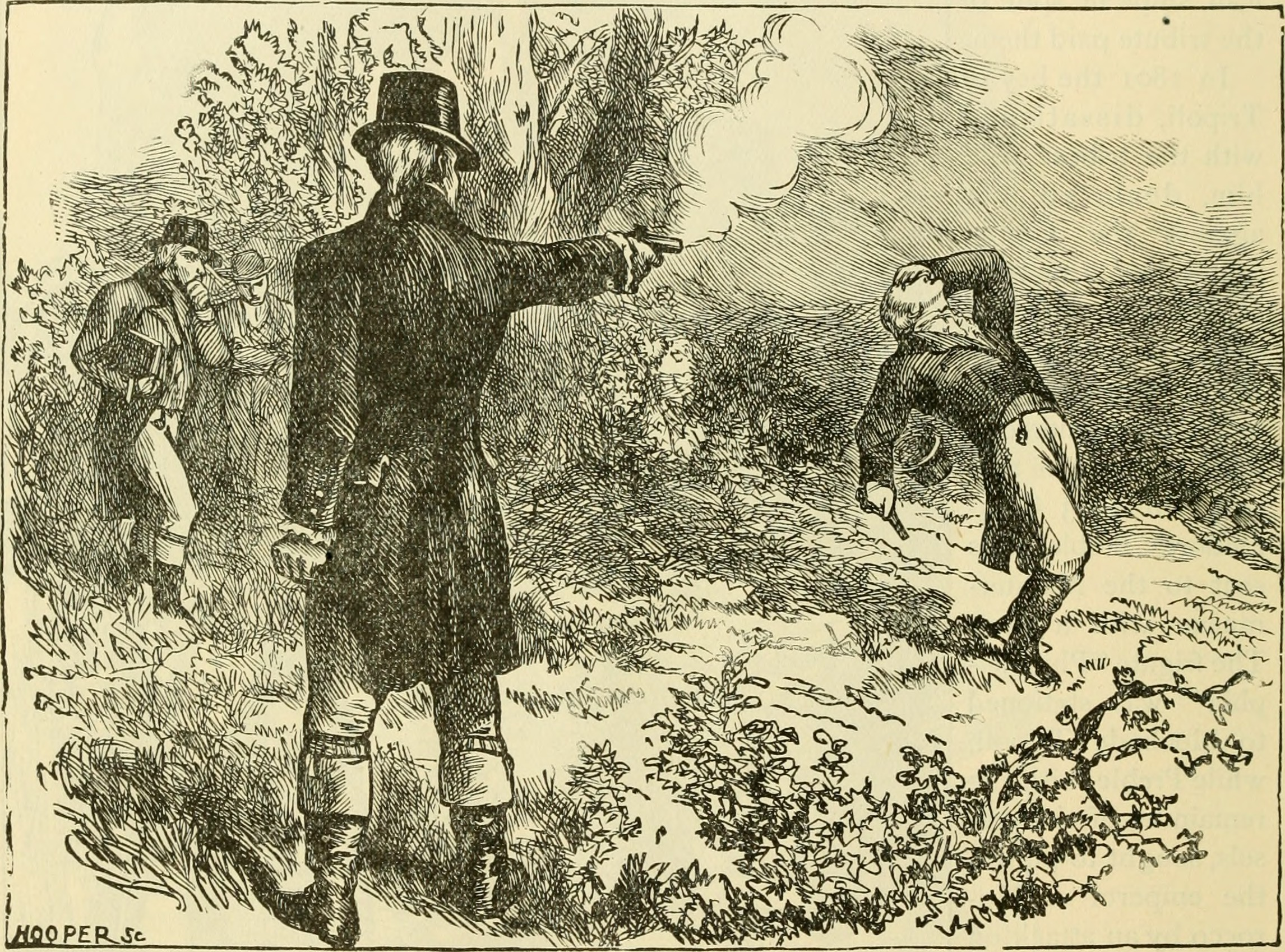
Concepción artística del disparo de Burr.

Poco después del amanecer del 11 de julio de 1804, Burr y Hamilton partieron desde Manhattan en botes separados y remaron a través del río Hudson hasta un punto conocido como Altos de Weehawken, colindante a los acantilados de Nueva Jersey, donde se llevaban a cabo muchos duelos. Los duelos habían sido prohibidos tanto en Nueva York como en Nueva Jersey, pero Hamilton y Burr acordaron encontrarse en Weehawken porque la ley era más laxa en Nueva Jersey. Entre 1700 y 1845 tuvieron lugar dieciocho duelos en el sitio, incluyendo el de 1801 entre Philip Hamilton, el hijo mayor de Alexander, y George Eacker, en el que el primero perdió la vida. Ambos contendientes tomaron medidas para que todos los testigos pudiesen apelar a la negación plausible y así protegerse ante la ley. Por ejemplo, las pistolas fueron transportadas a la isla en una maleta cerrada, lo que permitiría que los remeros declarasen bajo juramento que no habían visto pistola alguna; además, los testigos se posicionaron de espaldas a los duelistas.
Burr, William Peter Van Ness (su segundo), Matthew L. Davis, otro hombre (en ocasiones identificado como John Swarthout) y los remeros llegaron al sitio a las 6:30 a. m., tras lo cual Swarthout y Van Ness comenzaron a despejar el terreno para el duelo. Hamilton, el juez Nathaniel Pendleton (su segundo) y David Hosack llegaron pocos minutos antes de las siete. Los contendientes echaron a la suerte las posiciones y qué segundo daría inicio al duelo; el segundo de Hamilton ganó ambas instancias, y escogió el borde superior de la saliente, de cara a la ciudad, para Hamilton. Sin embargo, Joseph Ellis señala que Hamilton había sido el retado, y por lo tanto podía elegir el arma y la posición. Según esta versión, fue el mismo Hamilton quien eligió la posición norte, o río arriba.
Todos los relatos de primera mano del duelo coinciden en que se efectuaron dos disparos, aunque los segundos se mostraron en desacuerdo respecto del tiempo que transcurrió entre uno y otro. Era común que ambos duelistas dispararan al suelo para mostrar coraje y luego el duelo terminara. Aparentemente, Hamilton disparó por sobre la cabeza de Burr; Burr respondió con otro disparo y la bala impactó contra la parte baja del abdomen de Hamilton, sobre el lado derecho de su cadera. La bala de plomo de alto calibre rebotó en la segunda o tercera costilla de Hamilton, lo que causó una fractura y un daño considerable a sus órganos internos -en particular el hígado y el diafragma-, antes de alojarse en su primera o segunda vértebra lumbar. Según el relato de Pendleton, Hamilton cayó al suelo casi de inmediato, soltó la pistola y Burr avanzó hacia él, incrédulo (lo que, según Pendleton, demuestra que estaba arrepentido); acto seguido, Van Ness lo alejó del lugar, cubierto con un paraguas, dado que Hosack y los remeros ya se estaban acercando.
No se sabe con certeza quién disparó primero, ya que ambos segundos estaban de espaldas para tener la posibilidad de testificar que no habían visto disparo alguno. El historiador Joseph Ellis, tras una larga investigación para determinar los sucesos exactos del duelo, arribó a la siguiente conclusión: 

Hamilton disparó su pistola intencionalmente, y disparó primero. Pero su objetivo no era dañar a Burr, sino desviar la bala hacia el árbol que estaba detrás de su rival. Aunque disparó, desperdició el disparo para cumplir con la promesa que había realizado antes del duelo. Burr, por su parte, no conocía la promesa, y vio que la bala de Hamilton se estrelló contra el árbol que tenía detrás. Según los principios del código de duelos, Burr estaba habilitado para disparar a matar.

## Consecuencias
Hamilton, herido de muerte, fue transportado a la casa de su amigo William Bayard Jr., en Nueva York. Falleció al día siguiente, con su esposa Eliza y sus hijos a su lado, en presencia de más de veinte amigos y familiares. Fue sepultado en el cementerio de la Iglesia de la Trinidad en Manhattan. Su aliado político, el gobernador Morris, presidió el funeral y creó un fondo privado para la viuda y sus hijos.
Burr fue acusado de asesinato en Nueva York y en Nueva Jersey, pero no llegó a juicio. En el condado de Bergen, Nueva Jersey, un jurado lo imputó por asesinato en noviembre de 1804, pero la Corte Suprema del estado invalidó la imputación tras una moción del coronel Ogden. Burr huyó a St. Simons, estado de Georgia, donde se alojó en la plantación de Pierce Butler, pero poco después regresó a Washington D. C. para completar su mandato como vicepresidente.
Según un periódico de la capital, Burr presidió el juicio político de Samuel Chase "con la dignidad y la imparcialidad de un ángel, pero el rigor de un demonio". En marzo de 1805, el sentido discurso de despedida de Burr en el Senado conmovió hasta a sus críticos más duros.
Con su carrera política terminada, Burr se mudó al oeste del país, donde, según algunas fuentes, intentó establecer un nuevo imperio independiente a partir del territorio adquirido tras la compra de Luisiana. El general James Wilkinson trabajó con él al principio, pero luego cambió de idea y lo traicionó con el presidente Jefferson. Burr intentó reclutar a William Eaton, pero este también lo acusó ante Jefferson, y Burr terminó arrestado y acusado de traición. Fue sobreseído pero su reputación se dañó aún más, por lo que decidió viajar a Europa. En 1812 regresó a Nueva York, donde trabajó como abogado y pasó el resto de su vida alejado de la escena pública.

## En la cultura popular
Las reglas de los duelos, publicadas por la historiadora Joanne B. Freeman, inspiraron la canción "Ten Duel Commandments" del musical de Broadway Hamilton. Las canciones "Alexander Hamilton", "Your Obedient Servant" y "The World Was Wide Enough" también hacen referencia al duelo. Uno de los temas principales del musical es la rivalidad entre Burr y Hamilton, pero en esta adaptación Burr desafía a Hamilton a un duelo después de las elecciones presidenciales, no las gubernamentales. Hamilton apunta su pistola al cielo y Burr se muestra arrepentido cuando se da cuenta de que es demasiado tarde y ya ha disparado a matar.
En 2004, un grupo de descendientes de Burr y Hamilton realizaron una dramatización del duelo cerca del río Hudson para conmemorar el bicentenario. Douglas Hamilton, quinto tataranieto de Alexander Hamilton, se enfrentó a Antonio Burr, un descendiente del primo de Aaron Burr. Más de mil personas asistieron al evento, entre ellos sesenta descendientes de Hamilton y cuarenta miembros de la Asociación Aaron Burr.